# Telmatotrephes
Telmatotrephes is een geslacht van wantsen uit de familie van de Nepidae (Waterschorpioenen). Het geslacht werd voor het eerst wetenschappelijk beschreven door Carl Stål in 1854.

## Soorten
Het genus bevat de volgende soorten:

- Telmatotrephes brasiliensis De Carlo, 1956
- Telmatotrephes breddini Montandon, 1907
- Telmatotrephes carvalhoi De Carlo, 1956
- Telmatotrephes chinensis Lansbury, 1972
- Telmatotrephes ecuadorensis Lansbury, 1972
- Telmatotrephes grandicollis Kuitert, 1949
- Telmatotrephes sculpticollis Stål, 1854
- Telmatotrephes simpsonae Sites & J. Polhemus, 2001